# Nikiski
Nikiski és una concentració de població designada pel cens dels Estats Units a l'estat d'Alaska. Segons el cens del 2000 tenia 4.327 habitants.

## Demografia
Segons el cens del 2000, Nikiski tenia 4.327 habitants, 1.514 habitatges, i 1.130 famílies La densitat de població era de 24 habitants/km².
Dels 1.514 habitatges en un 41,7% hi vivien nens de menys de 18 anys, en un 60,9% hi vivien parelles casades, en un 7,9% dones solteres, i en un 25,3% no eren unitats familiars. En el 20,8% dels habitatges hi vivien persones soles el 3,8% de les quals corresponia a persones de 65 anys o més que vivien soles. El nombre mitjà de persones vivint en cada habitatge era de 2,86 i el nombre mitjà de persones que vivien en cada família era de 3,31.
Per edats la població es repartia de la següent manera: un 33,5% tenia menys de 18 anys, un 6,3% entre 18 i 24, un 29,8% entre 25 i 44, un 24,5% de 45 a 60 i un 5,9% 65 anys o més.
L'edat mediana era de 34 anys. Per cada 100 dones hi havia 109 homes. Per cada 100 dones de 18 o més anys hi havia 111,3 homes.
La renda mediana per habitatge era de 51.176 $ i la renda mediana per família de 55.969 $. Els homes tenien una renda mediana de 50.673 $ mentre que les dones 26.779 $. La renda per capita de la població era de 20.128 $. Aproximadament el 9,3% de les famílies i l'11,4% de la població estaven per davall del llindar de pobresa.

## Poblacions properes
El següent diagrama mostra les poblacions més properes.